# OpenMCU
OpenMCU è un server di conferenza che utilizza il codec H.323. Praticamente è un programma che serve per parlare in multiconferenza, cioè per parlare in VOIP con più persone contemporaneamente. OpenMCU fa parte del progetto OpenH323.